# Apeadeiro de Barrimau
O Apeadeiro de Barrimau é uma interface da Linha do Minho, que serve o Bairro de Barrimau, no concelho de Vila Nova de Famalicão, em Portugal.

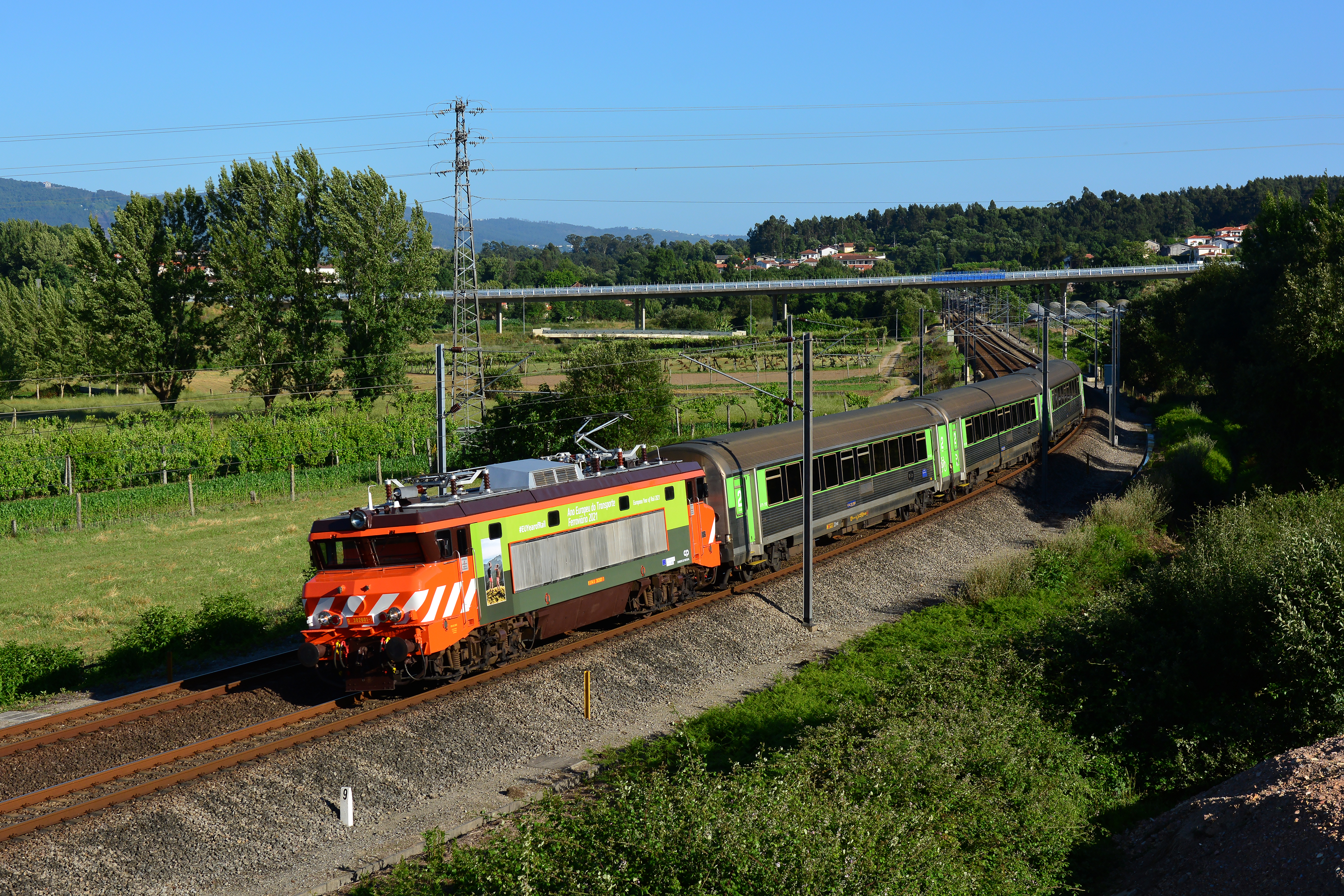
Serviço CP Intercidades Porto-Valença em 2021, aproximando-se de Barrimau, onde não efetua paragem.

## Descrição

### Localização e acessos
O Apeadeiro de Barrimau situa-se no concelho de Vila Nova de Famalicão, com acesso pela Rua Dom Antão de Almada, distando 180 m da paragem de autocarro mais próxima, pelos 106 m da travessa homónima, em via única sem passeio.

### Infraestrutura
Como apeadeiro numa linha de via dupla, esta interface apresenta-se nas duas vias de circulação (I e II) cada uma acessível por plataforma — ambas com de 220 m de comprimento e 68 cm de altura.

### Serviços
Em dados de 2023, esta interface é servida por comboios de passageiros da C.P. de tipo urbano, no serviço “Linha de Braga”.

## História
Este apeadeiro situa-se no lanço da Linha do Minho entre Porto e Nine, que entrou ao serviço, em conjunto com o Ramal de Braga, no dia 21 de Maio de 1875.

Antes da duplicação deste troço da Linha do Minho, a plataforma, com respetivo abrigo, situava-se do lado norte da via (lado direito do sentido ascendente, a Monção).